# Пахомиха
Пахомиха — деревня в Чагодощенском районе Вологодской области.
Входит в состав Избоищского сельского поселения, с точки зрения административно-территориального деления — в Избоищский сельсовет.
Расположена на правом берегу реки Кобожа. Расстояние по автодороге до районного центра Чагоды — 33 км, до центра муниципального образования деревни Избоищи — 9 км. Ближайшие населённые пункты — Лукино, Приворот, Приворот.
По данным переписи в 2002 году постоянного населения не было.